# Type Directors Club

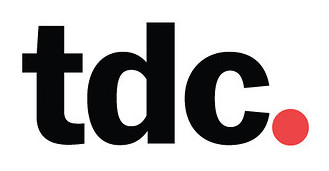
Type Directors Club Logo

Der Type Directors Club (TDC) ist eine internationale Vereinigung zur Förderung der Typografie in allen ihren Formen. Sie entstand 1946 aus einem informellen Treffen von New Yorker Agenturtypografen, Sitz ist New York City.

## Geschichte
Das deutsche Komitee German Liaison Committee of the Type Directors Club of New York mit Sitz in Mainz existiert seit 1983. Weitere Komitees bestehen in Frankreich, Japan, Großbritannien, Mexiko, Vietnam und der Schweiz. German Liaison Chairman ist der deutsche Verleger Bertram Schmidt-Friderichs.
Neben der Ausrichtung von jährlichen Typografie-Wettbewerben verleiht der Type Directors Club in unregelmäßigen Abständen die Type Directors Club Medal. Sie zeichnet Personen und Institutionen aus, die einen außergewöhnlichen Beitrag zur Entwicklung der Typografie geleistet haben.
Das Jahrbuch des Type Directors Club präsentiert die besten Arbeiten und gilt neben der Type Directors Club Medal als zusätzliche Auszeichnung. Es präsentiert typografische Arbeiten, Schriftgestaltungen und in den letzten Jahren auch rein typografische Anwendungen im Raum sowie im Interface-Design. Seit 2018/19 zeichnet der Type Directors Club in seinem Ascenders (=Nachwuchs-) Wettbewerb vielversprechende Arbeiten junger Agenturkreativer aus. Auch sie finden Eingang in das renommierte TDC Jahrbuch, das im Verlag Hermann Schmidt erscheint.

## Preisträger der TDC-Medal
| - 1967 – Hermann Zapf - 1968 – Robert Hunter Middleton - 1971 – Frank Powers - 1972 – Robert Leslie - 1975 – Edward Rondthaler - 1979 – Arnold Bank - 1982 – Georg Trump - 1983 – Paul Standard - 1984 – Herb Lubalin (postum) - 1984 – Paul Rand - 1985 – Aaron Burns - 1986 – Bradbury Thompson - 1987 – Adrian Frutiger - 1988 – Freeman Craw - 1989 – Ed Benguiat - 1991 – Gene Federico - 1995 – Lou Dorfsman - 1997 – Matthew Carter | - 1997 – Rolling Stone Magazin - 2000 – Colin Brignall - 2000 – Günter Gerhard Lange - 2003 – Martin Solomon - 2006 – Paula Scher - 2011 – Erik Spiekermann - 2011 – Mike Parker - 2013 – Gerrit Noordzij - 2014 – David Berlow - 2015 – Louise Fili - 2016 – Emigre - 2017 – Gerard Unger - 2018 – Fiona Ross - 2019 – Wim Crouwel - 2020 – Rubén Fontana - 2022 – Akira Kobayashi - 2023 – Jan Middendorp |

## Jahrbücher des TDC
- Typography 41: The World's Best Typography: The 41. Annual of the Type Directors Club 2020 (The Annual of the Type Directors Club) Typography 41. Verlag Hermann Schmidt, Mainz, 2020, ISBN 978-3874399555.
- Typography 40: The World's Best Type and Typography: The 40. Annual of the Type Directors Club 2019 (The Annual of the Type Directors Club) Typography 40. Verlag Hermann Schmidt, Mainz, 2019, ISBN 978-3874399296.
- Typography 39: The World's Best Type and Typography. The Annual of the Type Directors Club 2018: Typography 39. Verlag Hermann Schmidt, Mainz, 2018, ISBN 978-3874399128.
- Typography 38: The Annual of the Type Directors Club 2017: Typography 38. Verlag Hermann Schmidt, Mainz, 2017, ISBN 978-3874398985.
- Type Directors Club of New York: Typography 37. Verlag Hermann Schmidt, Mainz, 2016, ISBN 978-3874398909.
- Type Directors Club of New York: Typography 36. Schmidt, H, Mainz, 2015, ISBN 978-3-87439-876-3.
- Type Directors Club: Typography 35. Harper Design, 2014, ISBN 0-06-211289-9.
- Type Directors Club: Typography 34. Harper Design, 2014, ISBN 978-0-06-211281-1.
- Type Directors Club: Typography 33. Harper Design, 2013, ISBN 978-0-06-211262-0.
- Type Directors Club: Typography 32. Harper Design, 2011, ISBN 978-0-06-172637-8.
- Type Directors Club: Typography 31. Collins Design, 2010, ISBN 978-0-06-172632-3.
- Type Directors Club: Typography 30. Collins Design, 2010, ISBN 978-0-06-172631-6.
- Emily Oberman: Typography 29. Collins Design, 2009, ISBN 978-0-06-158277-6.
- Susan E. Davis: Typography 28: The annual of the Type Directors Club. Ginkgo Press, 2008, ISBN 978-0-06-117342-4.
- Collins Design: Typography 27: The Annual of the Type Directors Club: v. 27. Collins Design, 2006, ISBN 0-06-114423-1.
- Type Directors Club: Typography-Twenty-Six: v. 26. Ginkgo Press, 2006, ISBN 0-06-084730-1.
- Diego Vainesman: Typography 25. Ginkgo Press, 2004, ISBN 0-06-074807-9.
- Directors Club Type: Typography 24. Ginkgo Press, 2003, ISBN 0-06-053614-4.
- Allison Muench Williams, J. Phillips Williams: Typography 23 the Annual of the Type Directors Club: The Annual of the Type Directors Club. Watson-Guptill Publications, 2003, ISBN 0-8230-5558-2.
- Gail Anderson: Typography 22: The Annual of the Type Directors Club: No. 22. Ginkgo Press, 2001, ISBN 0-06-018586-4.
- Watson-Guptill Publishing: Typography 21: The Annual of the Type Directors Club. Watson-Guptill Publications, 2001, ISBN 0-8230-5556-6.
- Watson Guptill Publications: Typography 20: The Annual of the Type Directors Club: No. 20. Watson-Guptill Publications, 2000, ISBN 0-8230-5555-8.
- Watson Guptill Publications: Typography 19: The Annual of the Type Directors Club: No. 19. RotoVision, 1998, ISBN 0-8230-5554-X.
- Bernhardt Fudyma Design Group: Typography Eighteen: Annual of the Type Director's Club: No. 18. Watson-Guptill Publications, 1997, ISBN 0-8230-5553-1.
- The Annual of the Type Directors Club: Typography 17. Watson-Guptill Publications, 1996, ISBN 0-8230-5552-3.
- Watson Guptill Publications: Typography 16: The Annual of the Type Directors Club: Annual of the Type Director's Club: No. 16. Watson Guptill Pubn, 1995, ISBN 0-8230-5551-5.
- Annual of Type Directors Club: Typography 15: The Annual of the Type Directors Club. Watson Guptill Pubn, 1994, ISBN 0-8230-5549-3.
- Marian Appellof: Typography 14: The Annual of the Type Directors Club. Watson-Guptill Pubns, 1993, ISBN 0-8230-5548-5.
- Typography 13: The Annual of the Type Directors Club: Annual of the Type Director's Club: No. 13. Watson-Guptill Publications, 1993, ISBN 0-8230-5547-7.
- Typography Twelve: The Annual of the Type Directors Club: Annual of the Type Director's Club: No. 12, 1991. Watson-Guptill Publications, 1992, ISBN 0-8230-5546-9.
- Typography 11: The Annual of the Type Directors Club: The Annual of the Type Directors' Club. Watson-Guptill Publications, 1990, ISBN 0-8230-5545-0.
- Typography 10: The Annual of the Type Directors Club. Watson-Guptill Publications, 1989, ISBN 0-8230-5544-2.
- Typography 9. Watson-Guptill Pubns, 1988, ISBN 0-8230-5543-4.
- Typography 7/the Annual of the Type Directors Club. Watson-Guptill Pubns, 1986, ISBN 0-8230-5541-8.